# 卒業〜泣かないで〜
『卒業〜泣かないで〜』（そつぎょう〜なかないで〜）は、あゆみゆいによる日本の漫画作品、およびそれを表題作とした漫画短編集。
『なかよしデラックス』（講談社）1991年2号に掲載された。単行本は同社の講談社コミックスなかよしより刊行。

## 書誌情報
- あゆみゆい 『卒業〜泣かないで〜』 講談社〈講談社コミックスなかよし〉、1993年3月6日第1刷発行、ISBN 4-06-178743-8
  - 表題作のほか、「恋月夜」「迷子の恋愛」「トワイライト待夢」の読み切り3作品が同時収録されている。